# Jean-Baptiste Nicolet
Pour les articles homonymes, voir Nicolet (homonymie).
Jean-Baptiste Nicolet est un acteur et directeur de théâtre né à Paris le 16 avril 1728 et mort dans cette même ville le 27 décembre 1796.

## Biographie
Il était le fils aîné d’un marionnettiste, maître à danser et violoniste nommé Guillaume Nicolet (1687-1762). De son épouse Jeanne Morlon, Guillaume eut un second fils, François-Paul, dit « Nicolet cadet » à qui il légua son théâtre mais dont l’Histoire a surtout retenu la ménagerie de sa veuve, Mme Nicolet cadet, où l’on exhibait un tigre et des singes.
Il employa et forma un grand nombre d’artistes et danseurs de corde qui passeront ensuite à la scène ou au cirque : le célèbre Jacob Hall, funambule anglais ; Jean Baptiste Lalanne (né vers 1757) dit « Navarin », marié à Hélène Masgomieri, père de la funambule du Premier Empire Mme Saqui ; Nicolini Grimaldi dit « Jambe de Fer » (père du clown Joseph Grimaldi, énorme vedette en Angleterre) ; « le Beau » Mathieu Dupuis, qui franchissait 12 hommes au tremplin, Placide (Alexandre-Placide Bussa), « Petit Diable » (Paul Rédigé) et, semble-t-il, Louis Auriol, père du célèbre sauteur Jean Baptiste.
Dès 1753, Nicolet ouvre un spectacle de marionnettes aux foires Saint-Germain et Saint-Laurent et, quelques années plus tard, il y joint des acteurs en chair et en os pour représenter des petites pièces où il remplit lui-même les rôles d'Arlequin et de financier.
En 1759 il s'établit sur le boulevard du Temple et y fait représenter des opéras-comiques et des pièces du répertoire de la Comédie-Italienne. En 1763, Nicolet ouvre un théâtre plus vaste, connu sous le nom de Théâtre de Nicolet. Des auteurs comme Pierre-Jean-Baptiste Nougaret écrivent pour son théâtre des vaudevilles égrillards. Dès lors son entreprise grandit de jour en jour, jusqu'en 1772 où, le 23 avril, il a l'honneur de dérider le monarque blasé, qui lui permet d'appeler désormais son spectacle le Théâtre des Grands-Danseurs du Roi. En 1785 ; Nicolet employait 30 acteurs, 20 musiciens et 60 danseurs.
En 1792, la troupe se dénommera Théâtre de la Gaîté.
Un an avant sa mort, il cède son théâtre à l'un des acteurs de la troupe, le fameux Ribié. Il est inhumé au cimetière du Père-Lachaise (41e division).
Le répertoire des pièces est énorme : depuis sa création (1753) jusqu'en 1799, on dénombre plus de 9 000 pièces représentées chez Nicolet. Les auteurs principaux en sont successivement Toussaint-Gaspard Taconet, Alexandre Robineau dit Beaunoir et Louis-François Ribié. Ses succès donnèrent naissance à l'adage :  « C'est de plus fort en plus fort, comme chez Nicolet. »